# Stralauer Thor (metropolitana di Berlino)
La stazione di Stralauer Thor, nel 1924 ribattezzata Osthafen (Stralauer Tor), era una stazione della metropolitana di Berlino. Venne distrutta nel 1945, in seguito ai bombardamenti della seconda guerra mondiale, e non più ricostruita.

## Storia
La stazione di Stralauer Thor venne costruita nell'ambito della prima tratta della metropolitana di Berlino (oggi parte della linea U1), e come quella attivata il 18 febbraio 1902. La struttura della stazione era connessa con il ponte sulla Sprea detto Oberbaumbrücke, costruito insieme alla metropolitana.
Il 15 settembre 1924 la stazione di Stralauer Thor venne ribattezzata in "Osthafen (Stralauer Tor)".
La stazione venne distrutta durante un bombardamento aereo il 10 marzo 1945, negli ultimi mesi della seconda guerra mondiale. Al termine del conflitto si decise di non ricostruirla, perché molto vicina alle stazioni di Warschauer Brücke e di Schlesisches Tor.

## Strutture e impianti
Si trattava di una stazione posta in viadotto, immediatamente a nord della Oberbaumbrücke, con due banchine laterali lunghe 73 metri e larghe 3,5.
L'accesso era possibile attraverso un piccolo fabbricato viaggiatori posto in mezzo alla strada, e collegato alla banchina in direzione ovest attraverso un ponte.
Distava 320 metri dalla stazione di Warschauer Brücke e 470 metri da quella di Schlesisches Tor.